# Microtritia hauseri
Microtritia hauseri är en kvalsterart som beskrevs av Sandór Mahunka 1993. Microtritia hauseri ingår i släktet Microtritia och familjen Euphthiracaridae. Inga underarter finns listade i Catalogue of Life.